# Observateur fondamental
Pour les articles homonymes, voir Observateur.
En cosmologie, le terme d'observateur fondamental désigne un observateur qui serait immobile par rapport au mouvement général d'expansion de l'Univers. Cette notion est en pratique un peu délicate à définir, et se fait à l'aide du fond diffus cosmologique : un observateur fondamental est un observateur pour lequel le fond diffus cosmologique apparaît le plus uniforme possible.
Un observateur situé dans une galaxie a un statut relativement proche de celui d'un observateur fondamental et peut y être assimilé en première approximation.

## Mouvements propres et expansion de l'univers
L'univers se révèle relativement homogène et isotrope à grande échelle (soit quelques dizaines de mégaparsecs). En dessous de cette échelle, la matière se regroupe en diverses structures telles que les galaxies ou amas de galaxies. Ces structures ne sont pas complètement statiques, mais connaissent des mouvements résultant des interactions gravitationnelles entre leurs différentes composantes. Par exemple, la Voie lactée est en interaction avec la galaxie d'Andromède et se dirige à l'heure actuelle vers celle-ci a une vitesse de 301 kilomètres par seconde. D'une manière générale, la dispersion des vitesses typique des galaxies au sein d'un amas de galaxies est de l'ordre de quelques centaines de kilomètres par seconde. Il n'est donc pas possible de définir le concept d'« immobilité » d'un observateur par rapport au mouvement général d'expansion, puisque les galaxies de son voisinage sont animées d'un mouvement propre non négligeable.
Cependant, il est possible de s'affranchir des inhomogénéités locales de l'univers pour définir le concept d'observateur fondamental. Pour cela, il suffit de regarder plus loin, ce qui équivaut à regarder plus tôt dans l'histoire de l'univers. En effet, l'univers était par le passé plus homogène qu'il ne l'est aujourd'hui (voir Formation des grandes structures). Le rayonnement le plus ancien et donc le plus lointain qui nous parvienne aujourd'hui est ce que l'on appelle le fond diffus cosmologique. Ce rayonnement s'avère extrêmement uniforme, preuve que l'univers était à l'époque de l'émission de ce rayonnement extrêmement uniforme. En pratique, quand on observe ce rayonnement depuis la Terre, sa température ne s'avère pas indépendante de la direction. La variation de température la plus importante présente une structure dipolaire, qui est interprétée en termes d'effet Doppler-Fizeau : la Terre (et en fait le Soleil et la Voie lactée tout entière) se déplacent par rapport au référentiel dans lequel ce rayonnement apparaîtrait uniforme, c'est-à-dire par rapport au référentiel de la zone d'émission de ce rayonnement (la surface de dernière diffusion). Un observateur fondamental est un observateur immobile par rapport à la surface de dernière diffusion.

## Mouvement de la Terre par rapport à la surface de dernière diffusion
La Terre, ou le Système solaire ne correspondent pas, à strictement parler, à des observateurs fondamentaux. Depuis la Terre, le fond diffus cosmologique présente une modulation d'environ 400 km/s. Cette modulation n'est d'ailleurs pas constante au cours du temps : du fait de la révolution terrestre autour du Soleil, cette modulation varie de plus ou moins 30 kilomètres par seconde. Si l'on soustrait le mouvement de révolution terrestre, la modulation de 400 km/s est stable au cours du temps. Cette modulation est interprétée comme résultant de la somme du mouvement propre du Soleil au sein de la Voie lactée, et du mouvement propre de cette dernière par rapport au fond diffus cosmologique. En soustrayant le mouvement du Soleil au sein de la Voie lactée (connu par diverses méthodes astrométriques), on mesure la vitesse de la Voie lactée par rapport à la surface de dernière diffusion. Cette vitesse est de 627 km/s, se trouve dirigée dans la direction opposée à l'apex solaire. Il est supposé que le déplacement de la Voie lactée dans cette direction résulte de l'attraction gravitationnelle causée par une grande concentration de masse existant dans cette direction. Cette concentration de masse est appelée Grand attracteur. Sa nature reste mal connue, car la région en question est difficilement observable : située dans la direction opposée à celle du déplacement du Soleil, elle se trouve dans le plan galactique, et est donc considérablement obscurcie par les poussières de notre galaxie.